# Jerusalem (gruppo musicale britannico)
Jerusalem è un gruppo musicale inglese di genere hard rock, attiva nei primi anni settanta.
La band pubblicò un unico album omonimo nel 1972 prodotto da Ian Gillan dei Deep Purple.
Il rock sporco e brutale dei Jerusalem fu un sound innovativo mai suonato prima da nessun'altra band.
Vissero nell'ombra di leggende del rock come Deep Purple, Black Sabbath, Led Zeppelin, Uriah Heep e Status Quo, condividendo all'epoca con loro anche alcuni palchi.
La loro musica influenzò profondamente band Rock/Metal e Punk moderne e  contribuirono notevolmente allo sviluppo dello Stoner rock.

## Formazione
- Lynden Williams - voce
- Bob Cooke - chitarra
- Bill Hinde - chitarra
- Paul Dean - basso
- Ray Sparrow - batteria